# Alejandro Febrero
Alejandro Febrero Lorenzo (Madrid, 25 de noviembre de 1925 - Vigo, 13 de agosto de 2010) fue un nadador español. Su hito más sobresaliente fue su participación en el equipo español de los Juegos Olímpicos de Londres 1948.

## Biografía

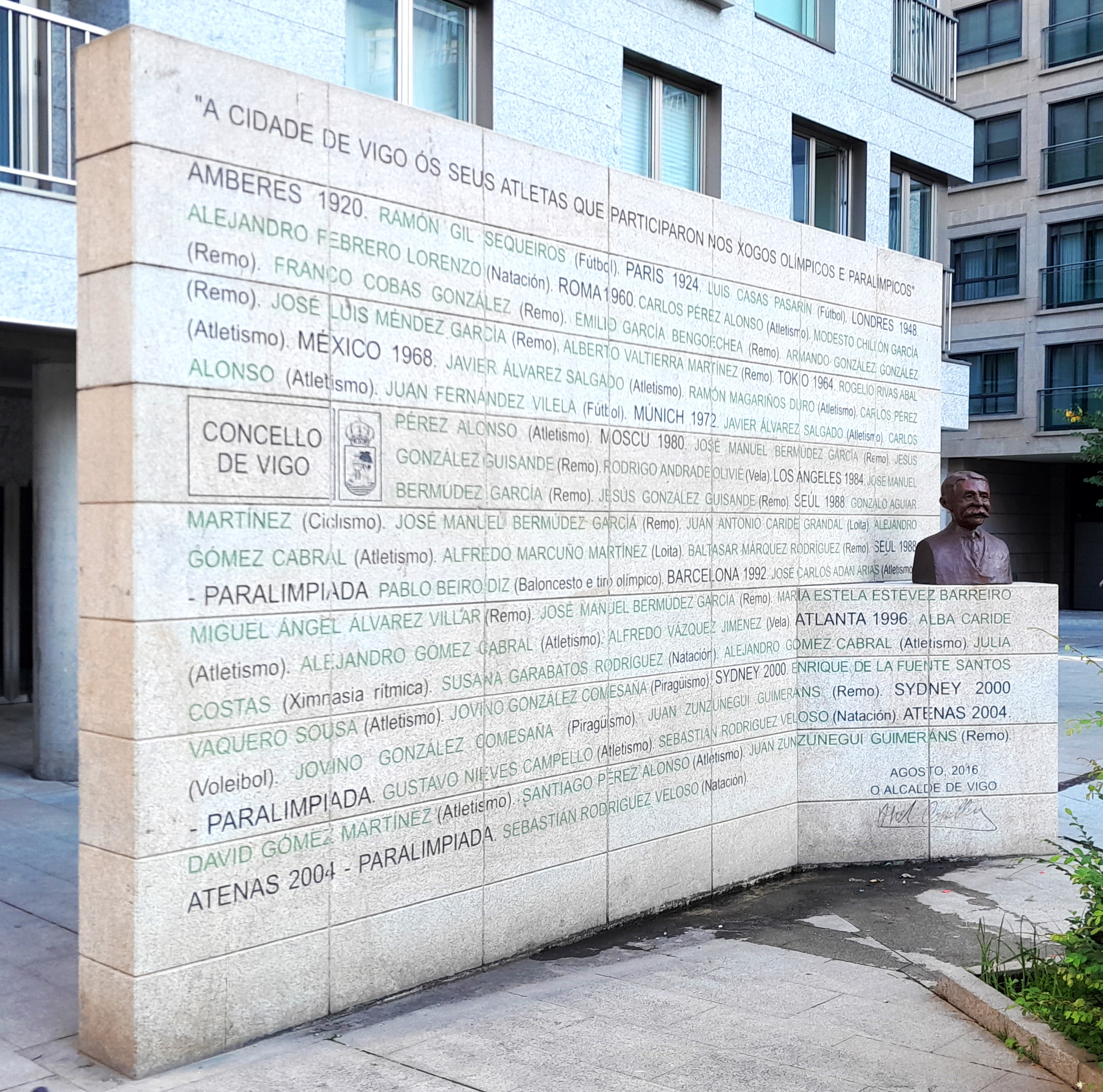
Homenaje de la ciudad de Vigo a sus atletas.

Febrero fue el primer nadador en cruzar la Ría de Vigo a nado. En 1944 se unió como nadador al Club Marítimo de Vigo y ese mismo año participó en los campeonatos gallegos en la prueba de 1500 metros libres, obteniendo un tiempo de 25,33',08. En 1945, debido a su integración del su club al Náutico de Vigo, mejoró su registro en la misma prueba con un tiempo de 23,01'09, progresión que continuaría en 1946 con medio minuto menos, 22,25',04. En el Campeonato de España de la ciudad de Las Palmas de Gran Canaria obtuvo la medalla de plata en la prueba de los 400 metros libres mientras que en los 1500 metros libres mejoró su marca persona con un 21,12',07, marca que el permitió poder competir en los Juegos Olímpicos de Londres 1948. En este certamen, fue quinto en la primera eliminatoria de 400 metros libres, y cuarto clasificado en la tercera eliminatoria de los 1500 metros con una marca de 21,15',27 acabando en la séptima posición global entre 39 nadadores.